# کنستانس بنت
کنستانس بنت (انگلیسی: Constance Bennett؛ ۲۲ اکتبر ۱۹۰۴ – ۲۴ ژوئیهٔ ۱۹۶۵) یک هنرپیشه اهل ایالات متحده آمریکا بود.

## گزیده فیلم‌شناسی
از فیلم‌ها یا برنامه‌های تلویزیونی که وی در آن نقش داشته‌است می‌توان به آثار زیر اشاره کرد.
- پسر خدایان (۱۹۳۰)
- آسان‌ترین راه (۱۹۳۱)
- قانون عمومی (۱۹۳۱)
- هالیوود که دیگر بدرد نمی‌خورد (۱۹۳۲)
- مولن‌روژ (۱۹۳۴)
- عشق‌بازی‌های چلینی (۱۹۳۴)
- پس از ساعت اداری (۱۹۳۵)
- زن دو چهره (۱۹۴۱)
- به همان جوانی که حس می‌کنی (۱۹۵۱)

## نگارخانه

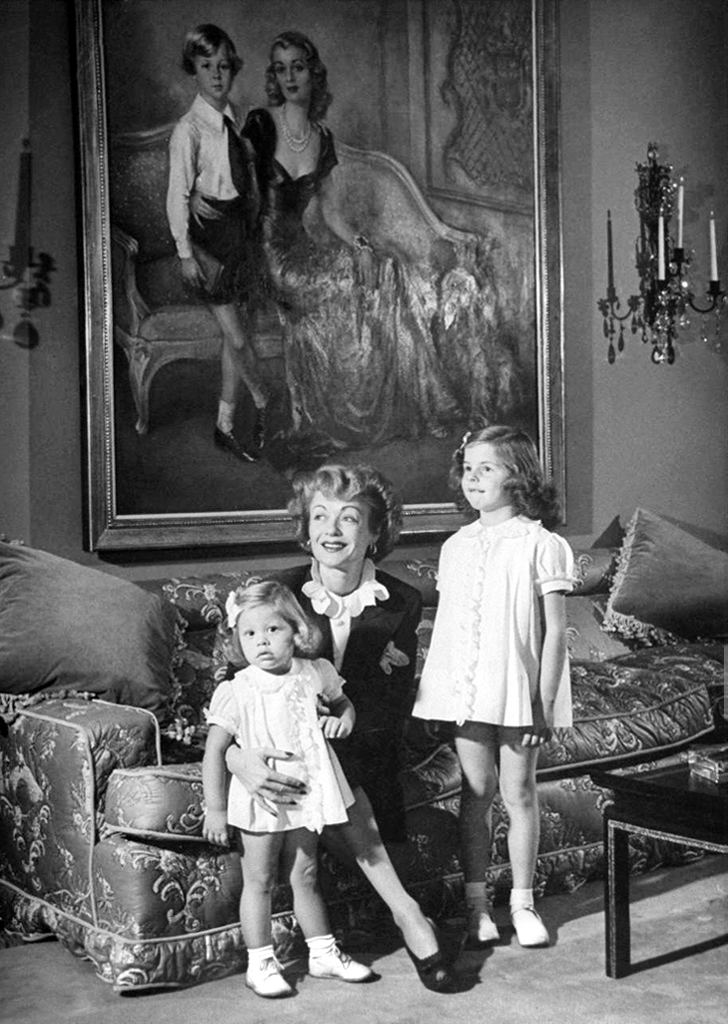
بنت و دخترانش